# جورج ارد

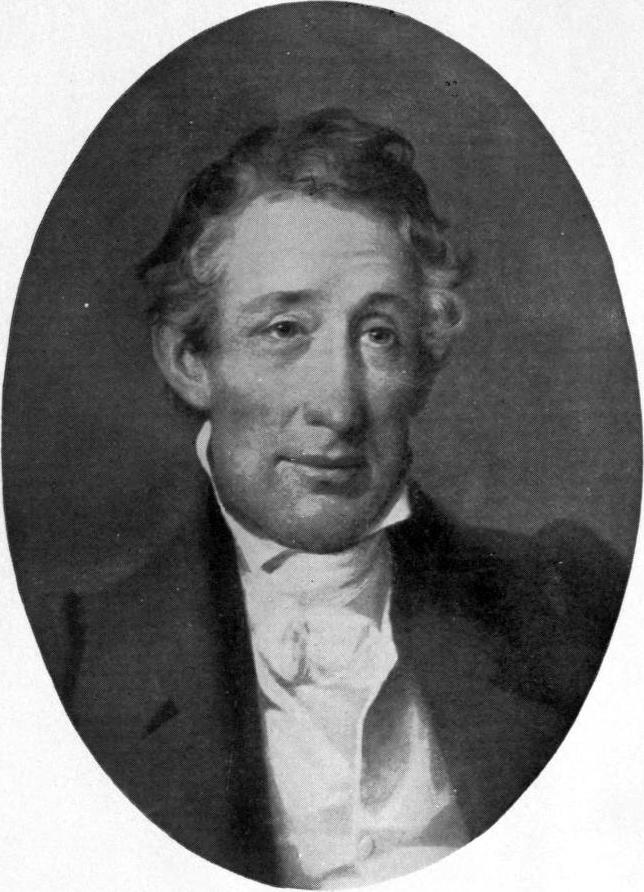
جورج ارد

جورج ارد (انگلیسی: George Ord) (زاده ۱۷۸۱ و درگذشته ۲۴ ژانویه ۱۸۶۶) پرنده‌شناس اهل ایالات متحده آمریکا بود. او دوست نزدیک الکساندر ویلسون پدر پرنده‌شناسی آمریکا بود. جورج ارد جلد هشتم و نهم کتاب پرنده‌شناسی آمریکا که توسط دوستش الکساندر ویلسون نوشته شده بود را تکمیل کرد. جورج ارد همچنین کتابی درباره زندگینامه توماس سای نوشته است. کاکایی نوک حلقه‌ای از جمله پرندگانی است که توسط او توصیف علمی شده است.